# Guthargi, Sindgi
Guthargi là một làng thuộc tehsil Sindgi, huyện Bijapur, bang Karnataka, Ấn Độ.